# Processazione dell'antigene
La processazione dell'antigene o presentazione dell'antigene (in inglese APM, Antigen Processing Machinery), è quel meccanismo biologico attuato da ogni cellula dell'organismo in grado di presentare un antigene (su MHC I o MHC II) che permette l'espressione dei peptidi antigenici sulle molecole del complesso maggiore di istocompatibilità. Questo processo è di fondamentale importanza ed è alla base dell'immunità adattativa in quanto "istruisce" i linfociti T a rispondere specificamente agli antigeni presenti nell'organismo.

## Cellule che presentano l'antigene
Le cellule che presentano l'antigene sono cellule dell'organismo con la capacità unica di catturare l'antigene presente nei tessuti, di processarlo - ovvero di donargli le caratteristiche strutturali adatte a legarsi alle molecole MHC - e quindi di esporlo sulla superficie cellulare. Esempi di APC sono le cellule dendritiche, i macrofagi ed i linfociti B. Le prime sono le più efficaci e le uniche capaci di spostarsi nei linfonodi una volta catturato l'antigene e di presentarlo ai linfociti T per attivarli.
Vengono definite APC solo le cellule specializzate nella presentazione di antigeni legati a molecole MHC di classe II dal momento che le MHC di classe I sono presenti su tutte le cellule nucleate.

## Tipi di processazione
Esistono fondamentalmente due tipi di processazione dell'antigene che dipendono dalla posizione di quest'ultimo all'interno della APC:
- via di processazione endogena: dove i prodotti sono di origine citoplasmatica → espressione su molecole MHC I → Attivazione di Linfociti T CD8+;
- via di processazione esogena: dove i prodotti sono di origine extracellulare → espressione su molecole MHC II → Attivazione di Linfociti T CD4+.

Questa apparente sottile differenza è alla base di una iniziale specificità di risposta che dipende dalle diverse funzioni effettuate dai linfociti T che legano una o l'altra classe di MHC.

### Molecole MHC di classe I
Si legheranno alle MHC di classe I i peptidi presenti nel citosol. Questi possono essere prodotti di virus o microbi che hanno infettato la cellula, da geni mutati nelle cellule tumorali oppure proteine di microbi o virus fagocitati ma che sono finiti nel citoplasma. È questo il caso di microbi che si sono evoluti per evitare di morire per fagocitosi e hanno sviluppato metodi (come la costruzione di pori nelle vescicole) per riversarsi e riversare prodotti nel citosol. Ne è un esempio la Listeria monocytogenes che produce una proteina, la listeriolisina, capace di far uscire i batteri dalle vescicole. In altri casi, alcune DC possono utilizzare antigeni presenti nelle vescicole (e quindi destinati alle MHC di classe II) in un fenomeno conosciuto come cross-presentazione.
Una volta nel citoplasma le proteine vengono degradate (dal proteasoma, da proteasi specifiche, con il reticolo endoplasmatico) in peptidi più piccoli di grandezza ideale per i legame con le MHC di classe I (una lunghezza di 8-11 amminoacidi). La tappa successiva è il trasporto nel reticolo endoplasmatico dove sono presenti le molecole MHC tramite il trasportatore associato con la processazione dell'antigene TAP (Transporter Associated with Antigen Processing) che è specializzato nel trasportare peptidi di 8-16 amminoacidi. Nel lume del RE TAP è associato con la tapasina che lo avvicina alle molecole MHC di classe I vuote permettendo il legame con il peptide che nel frattempo è stato ulteriormente adattato da ERAP (Endoplasmic Reticulum Amino-Peptidase). Una volta avvenuto il legame peptide-MHC si perde l'affinità con la tapasina e il complesso MHC può essere trasportato sulla superficie cellulare (attraverso l'apparato del Golgi e il sistema di esocitosi). Il peptide è essenziale per la riuscita di quest'ultimo passaggio perché le due sole catene che costituiscono la molecola MHC di classe I (vedi struttura delle MHC di classe I) sono instabili e non riescono ad essere trasportate finendo per essere degradate nel citosol.

#### Proteasoma
Una delle vie di degradazione classiche nella cellule è costituita dal proteasoma. Le proteine che devono essere eliminate vengono legate con ubiquitina che le indirizza nel proteasoma, un complesso proteico con capacità proteolitiche.
Sembra che nella via dell'MHC di classe I intervengano proteasomi più complessi rispetto a quelli normalmente utilizzati per la degradazione proteica. Si tratta di organelli dalla forma cilindrica, cavi, del peso di 1,5 kDa e costituiti da due anelli α esterni e da due anelli β interni. Gli anelli esterni sono strutturali, mentre β1, β2 e β5 (3 delle 7 subunità interne) hanno attività proteolitica.
Le proteine ubiquitinate sono riconosciute dagli anelli esterni del proteasoma, perdono la loro struttura ripiegata e vengono costrette ad entrare nel tunnel dell'organello in forma svolta. Due subunità catalitiche, dette LMP-2 e LMP-7, sono fondamentali per la funzione del proteasoma e sono codificate nella stessa regione dove si trovano i geni per MHC. Esse degradano la proteina antigenica in corti peptidi di 6-30 amminoacidi che possiedono caratteristicamente residui idrofobici o basici al C-terminale. L'espressione di queste è aumentata da IFN-γ (una citochina secreta dai linfociti T attivati e potente attivatrice dei macrofagi).

### Molecole MHC di classe II
I peptidi che si legano con le molecole MHC di classe II provengono da antigeni endocitati e quindi contenuti in vescicole. La prima tappa è il legame dell'antigene con la APC che ne determina la fagocitosi. Le APC presentano sulla superficie cellulare svariati recettori (per lo più facenti parte dell'immunità adattativa come i Toll-Like Receptors) che legano e provocano l'internalizzazione dell'antigene. All'interno delle vescicole il pH acido attiva le catepsine delle proteasi che degradano gli antigeni. Molte proteine vengono prima legate alle molecole MHC e poi tagliate in peptidi. Esistono all'interno dei macrofagi e dei linfociti B delle vescicole ricche di MHC di classe II denominate compartimenti MHC di classe II o MIIC che hanno un ruolo essenziale nella presentazione dell'antigene.
Le molecole MHC di classe II sono sintetizzate nel reticolo endoplasmatico dove le catene α e β vi appaiano. Siccome solo il legame con il peptide stabilizza le due catene per permettere che le MHC possano arrivare agli endosomi vengono legate con una particolare proteina detta catena invariante (Ii) che occupa lo spazio riservato all'antigene. In questo modo le MHC non possono legare peptidi nel reticolo endoplasmatico che rimangono liberi per le MHC di classe I. Il passaggio successivo è il trasporto in vescicole esocitotiche che si fondono con quelle contenenti i peptidi (dove Ii viene degradata) con il conseguente legame peptide-MHC.
Nel particolare, Ii viene degradata per azione delle stesse catepsine presenti nelle vescicole che ospitavano gli antigene, riducendolo ad una sequenza di 24 amminoacidi dett peptide invariante associato alla classe II CLIP (CLass II-associated Invariant chain Peptide). Il CLIP viene a sua volta rimosso da HLA-DM di struttura simile alle molecole MHC e presente nel MIIC. HLA-DM aiuta anche i legame con i peptidi e il loro eventuale taglio una volta complessati con MHC.
Tappa finale è l'esposizione sulla superficie cellulare dove possono legare i linfociti T CD4+.

## Cross-presentazione
Esiste un'eccezione alla normale suddivisione di peptidi e MHC che li legano: la cross-presentazione o cross-priming. Essa consiste nel presentare antigeni di origine extracellulare ai linfociti T CD8+ e quindi legare i peptidi alle MHC di classe I anziché di classe II. Questa è una capacità unica di alcune cellule dendritiche che permette loro di attivare linfociti T CD8+ anche se gli antigeni sono stati prodotti in cellule incapaci di presentare l'antigene. Come detto prima, i peptidi presenti nel reticolo endoplasmatico si legano solo alle molecole MHC di classe I, poiché quelle di classe II sono occupate da Ii. Di norma, o i peptidi entrano nel reticolo tramite TAP oppure vescicole contenenti MHC-II si fondono con gli endosomi. Esistono due modi con cui può avvenire la cross-presentazione: se le proteine contenute nell’endosoma sono molto piccole, possono uscire da esso ed entrare nel proteasoma per seguire il pathway endogeno (presentazione a MHC di classe I), oppure può accadere che proteine canale (SECS61) presenti nella membrana dell’endosoma permettano l’uscita del peptide e la sua entrata nel proteasoma. 
Importanza nella risposta immunitaria
Lo sviluppo di due vie MHC per la processazione dell'antigene permette di aumentare l'efficienza della risposta immunitaria selezionando quale tipo di linfocita T, per le sue caratteristiche funzionali, sia il migliore per eliminare il patogeno. I linfociti T CD8+ sono specializzati nell'uccidere direttamente le cellule e quindi possono riconoscere antigeni presentati da cellule infettate, mentre i linfociti T CD4+ sono di supporto ai B per l'immunità umorale e quindi sono ideali per le proteine di origine extracellulare. Tutto questo è necessario dal momento che i recettori dei linfociti T non sono in grado di riconoscere l'origine dei peptidi.
La processazione, inoltre, è di grandissima importanza per selezionare quei determinanti antigenici che legano con più affinità i recettori dei linfociti. Le proteine antigeniche possono possedere innumerevoli determinanti (o epitopi), ma solo alcuni di questi hanno le caratteristiche che permettono i legame con le molecole MHC. Questi epitopi sono anche chiamati epitopi immunodominanti e la loro esposizione come singoli peptidi serve ad istruire i linfociti T a quale parte dell'antigene legarsi per aumentare la loro responsività.